# لئونید اوسیکا
لئونید اوسیکا (اوکراینی: Леонід Осика؛ ۸ مارس ۱۹۴۰ – ۱۶ سپتامبر ۲۰۰۱) کارگردان فیلم، و فیلم‌نامه‌نویس اهل اتحاد جماهیر شوروی سوسیالیستی بود.